# Districtul Rasina
Districtul Rasina (în sârbă Расински округ) este o unitate administrativă de gradul I, situată în partea de nord a Serbiei. Reședința sa este orașul Kruševac. Cuprinde 6 comune care la rândul lor sunt alcătuite din localități (orașe și sate).

## Comune
- Varvarin
- Trstenik
- Ćićevac
- Kruševac
- Aleksandrovac
- Brus